# 16397 Carlahayden
A 16397 Carlahayden (ideiglenes jelöléssel (16397) 1982 JS2) a Naprendszer kisbolygóövében található aszteroida. Eleanor F. Helin és Eugene Merle Shoemaker fedezte fel 1982. május 15-én.